# Eglê Malheiros
Eglê Malheiros (Tubarão, 3 de julho de 1928 – 17 de dezembro de 2024) foi uma escritora, professora e tradutora brasileira. Foi uma das fundadoras do Círculo de Arte Moderna, conhecido como Grupo Sul, movimento cultural ativo em Florianópolis entre 1948 e 1958, que teve atuação em literatura, teatro, música, artes plásticas e cinema.  

## Biografia
Eglê Malheiros cursou Direito na UFSC e concluiu o Mestrado em Comunicação (Universidade Federal do Rio de Janeiro). Foi professora do Instituto Estadual de Educação, onde lecionou História; teve atuação em todos os momentos do Grupo Sul, onde publicou o seu primeiro livro de poemas (Manhã, 1952; Edições SuI); mais tarde surgiram outros livros, como Vozes veladas (1996) e Os meus fantasmas (2002). Participou dos primórdios do movimento modernista em Santa Catarina, desde a publicação do jornal Folha da Juventude até a extinção do então chamado Círculo de Arte Moderna.
Com Salim Miguel, escreveu o argumento e roteiro de O preço da ilusão, primeiro longa-metragem realizado em Santa Catarina. Também atuou como co-roteirista das produções cinematográficas A cartomante e Fogo morto.
Em 1964, durante o golpe militar, foi presa e afastada da cátedra de História. A família teve que se mudar para o Rio de Janeiro. Lá trabalhou como tradutora, roteirista de cinema e na Fundação Nacional do Livro Infantil e Juvenil, do qual foi diretora-secretária. Foi, também, uma das editoras da revista Ficção (1976/79). Ministrou cursos, participou de comissões julgadoras no campo da ficção, colaborou como crítica literária na imprensa. Tem trabalhos de poesia, de ficção, de crítica, em órgãos de imprensa e livros. 
Em 1979, voltou para Florianópolis. Retomou, por curto período, até se aposentar, a cadeira de História do Instituto Estadual de Educação. Tem trabalhos inéditos e esparsos em órgãos de imprensa. Faleceu no dia 17 de dezembro de 2024, aos 96 anos de idade.